# Roberto Cordier

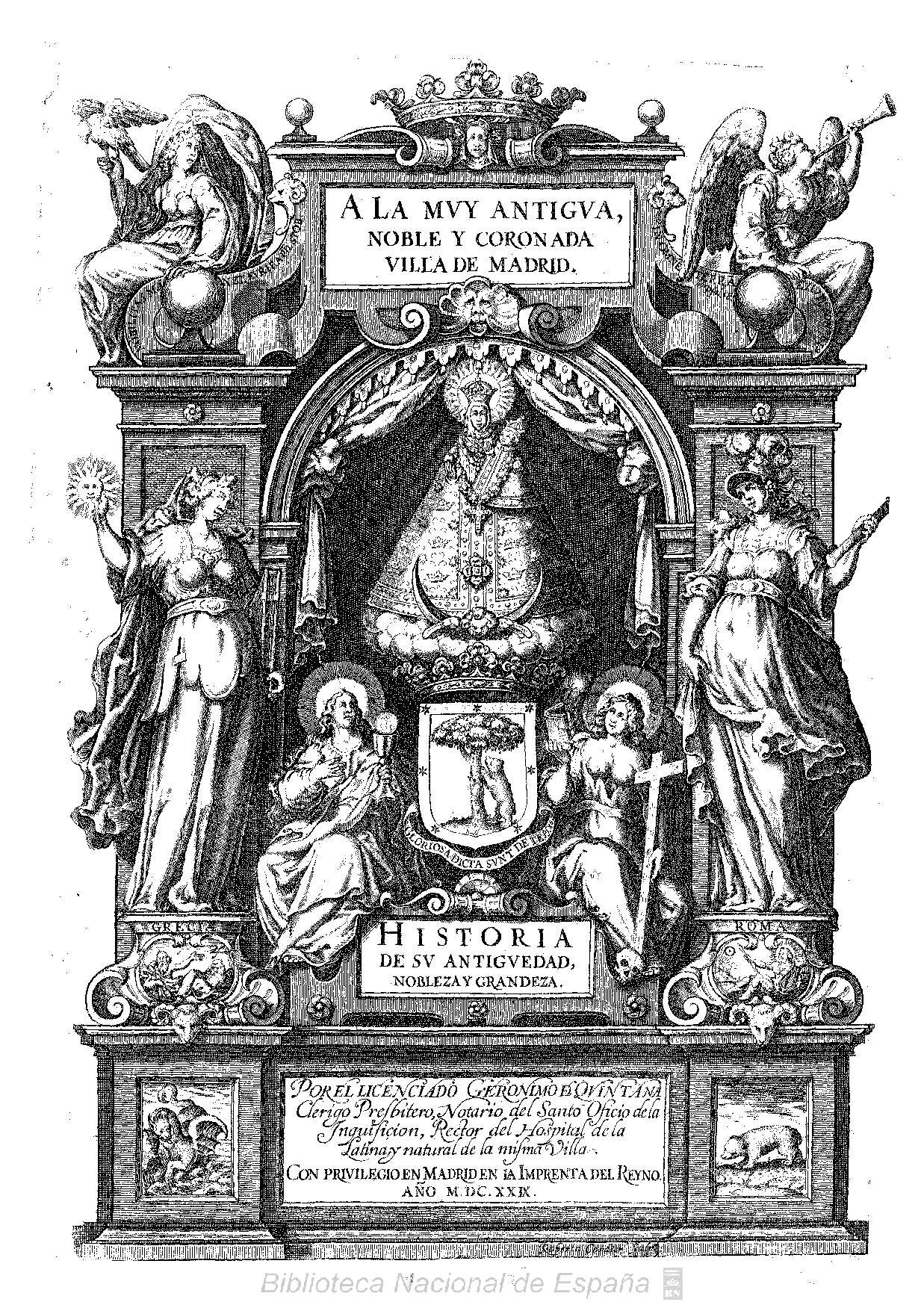
Portada calcográfica de Jerónimo de la Quintana: A la muy noble, antigua y coronada villa de Madrid. Historia de su antigüedad, nobleza y grandeza, Madrid, Imprenta del Reyno, 1629.

Roberto Cordier fue un grabador calcográfico activo en Madrid de 1629 a 1653.
De su biografía no se ha podido averiguar nada con certeza. Grabador de láminas francés establecido en Madrid, donde grabó con limpieza algunas portadas de libros, le definía Ceán Bermúdez, aunque la única razón para presumirle un origen francés es la existencia de una familia de grabadores y cartógrafos de ese apellido en Grenoble en el siglo XVII.
En 1629 aparecieron en Madrid dos libros con frontispicio firmado por Roberto Cordier: el dedicado A la muy noble, antigua y coronada villa de Madrid. Historia de su antigüedad, nobleza y grandeza, de Jerónimo de la Quintana, con tipología arquitectónica de altar presidido por la Virgen de Atocha sobre el escudo de Madrid y alegorías alusivas a la mítica fundación de la Mantua Carpetana, y las Disputationes de Indiarum Iure de Juan de Solórzano Pereira. El frontis de estas, también con tipología arquitectónica, coronada la estructura por Felipe IV entronizado con los pies sobre el globo terráqueo soportado por Neptuno, y alegorías de la Fe y la Religión, fue reaprovechado en las sucesivas obras de Solórzano, sin más cambios que los títulos.
Tres años después, en Granada, vio la luz la Información para la historia del Sacromonte, llamado de Valparaíso y antiguamente Illipulitano del marqués de Estepa, Adán Centurión, defensor de los supuestos primeros obispos Hiscio, Cecilio y Tesifón y las falsificaciones de los Libros Plúmbeos, representados ante las columnas pareadas y sobre el dintel del marco arquitectónico firmado Roberto Cordier facieb.
A estas obras seguras solo cabe agregar dos trabajos más, ambos en relación con Solórzano, aunque en ellos no aparezca la firma de Cordier: el retrato del autor en óvalo entre escudos y alegorías, aparecido tras la portada de Tomum alterum De Indiarum iure, 1639, reaprovechado en Política Indiana, 1647, y en los Emblemata centum regio politica, 1653, junto con las cien imágenes o picturae de los emblemas que se le han venido atribuyendo desde Ceán, aunque  ninguno lleve firma.